# 1819
1819 (MDCCCXIX) a fost un an obișnuit al calendarului gregorian, care a început într-o zi de vineri.

## Evenimente

### Februarie
- 22 februarie: Spania cedează Florida Statelor Unite.

### Martie
- 23 martie: Asasinarea poetului August von Kotzebue la Mannheim, informator al țarului, de un student la teologie Karl Sand angajat într-o mișcăre radicală. Această crimă a dat Metternich pretextul de a emite decretele Carlsbad din 1819, care a dizolvat frății, a cenzurat presa liberală și limitat grav libertatea academică în statele Confederației germane.
- 25 martie: Pentru prima dată în Europa Centrală, la Timișoara se administrează vaccinul antivariolic.

### August
- 6-31 august: Decretele de la Carlsbad. Rezoluții emise de conducătorii germani pentru a suprima tendințele liberale și naționaliste.

### Noiembrie
- 8 noiembrie: Domnitorul Alexandru Suțu înființează Eforia Teatrelor ca instituție de îndrumare dar și ca instrument de cenzură, indicând: "poruncim ca oricâte drame vor fi defăimătoare religiei, statului și moralei obștești, acelea vor fi oprite de a se juca pe teatrul Bucureștilor și pe la bâlciuri, iar celelalte toate sunt permise pentru folosirea și petrecerea cetățenilor."

### Decembrie
- 14 decembrie: Alabama este admis ca cel de-al 22-lea stat SUA.

### Nedatate
- iunie: Mihai Suțu își începe domnia în Moldova (până în martie 1821).
- Are loc prima reprezentație teatrală în limba română, cu piesa Hecuba de Euripide.

## Arte, științe, literatură și filozofie
- La Madrid este inaugurat muzeul Prado.

## Nașteri
- 8 februarie: John Ruskin, scriitor, critic de artă și filosof englez (d. 1900)
- 22 februarie: James Russell Lowell, poet și eseist american (d. 1891)
- 17 martie: Alecu Russo (n. Alexandru Russo), poet, prozator, eseist, memorialist și critic literar, ideolog al generației de la 1848 (d. 1859)
- 4 aprilie: Regina Maria II a Portugaliei (d. 1853)
- 24 mai: Regina Victoria a Marii Britanii (n. Alexandrina Victoria), regină a Regatului Unit și Irlandei (1837-1901), împărăteasă a Indiei (1876-1901), (d. 1901)
- 31 mai: Walt Whitman (Walter Whitman), poet și jurnalist american (d. 1892)
- 10 iunie: Gustave Courbet, pictor francez (d. 1877)
- 20 iunie: Jacques Offenbach, compozitor și violoncelist evreu originar din Germania, naturalizat francez (d. 1880)
- 29 iunie: Nicolae Bălcescu, istoric, scriitor și revoluționar român (d. 1852)
- 1 august: Herman Melville, nuvelist american (d. 1891)
- 26 august: Prințul Albert de Saxa-Coburg-Gotha, prințul Consort al reginei Victoria (d. 1861)
- 6 septembrie: Nicolae Filimon, prozator român (d. 1865)
- 13 septembrie: Clara Schumann, pianistă și compozitoare germană (d. 1896)
- 17 octombrie: Frederic Wilhelm, Mare Duce de Mecklenburg (d. 1904)
- 22 decembrie: Franz Abt, compozitor și dirijor german (d. 1885)

### Nedatate
- ianuarie: Dimitrie Bolintineanu, poet și om politic român (d. 1872)

## Decese
- 2 ianuarie: Maria Luisa de Parma, 67 ani, soția regelui Carol al IV-lea al Spaniei (n. 1751)
- 9 ianuarie: Marea Ducesă Ecaterina Pavlovna a Rusiei, 30 ani, fiica țarului Pavel I al Rusiei (n. 1788)
- 20 ianuarie: Carol al IV-lea al Spaniei, 70 ani (n. 1748)
- 6 octombrie: Charles Emmanuel al IV-lea al Sardiniei (n. Carlo Emanuele Ferdinando Maria di Savoia), 68 ani (n. 1751)